# تيد ويست
تيد ويست (بالإنجليزية: Ted West)‏ هو لاعب كرة قدم بريطاني، ولد في 4 نوفمبر 1930، وتوفي في 2002. لعب مع أولدهام أثلتيك ونادي دونكاستر روفرز.